# Your Cheatin' Heart
Your Cheatin' Heart é um filme biográfico estadunidense de 1964 dirigido por Gene Nelson e estrelado por George Hamilton como o cantor country Hank Williams. É co-estrelado por Susan Oliver e Red Buttons.

## Elenco
- George Hamilton como Hank Williams
  - Donald Losby como Hank Williams jovem
- Susan Oliver como Audrey Williams
- Red Buttons como Shorty Younger
- Arthur O'Connell como Fred Rose
- Shary Marshall como Ann Younger
- Rex Ingram como Teetot
- Chris Crosby como Sam Priddy
- Rex Holman como Charley Bybee
- Hortense Petra como Wilma, a Caixa
- Roy Engel como Joe Rauch

## Produção
A MGM detinha os direitos do songbook impresso de Hank Williams. Em 1956, foi anunciado que o estúdio faria o filme com o produtor Joe Pasternak, e estrelado por Jeff Richards e June Allyson nos papéis principais. O nome de Elvis Presley também foi considerado para o filme, no entanto Tom Parker recusou. A MGM então ofereceu o papel a Nick Adams, mas ele recusou também.
As filmagens começaram em abril de 1964.

## Lançamento
O filme foi originalmente lançado em 1964 e foi o último filme musical da MGM a ser produzido em preto e branco. O filme foi colorido pela Turner Entertainment em 1990. A versão colorida estreou em 1 de janeiro de 1991, no 38º aniversário da morte de Hank Williams."